# Comparettia crucicornibus
Comparettia crucicornibus är en orkidéart som först beskrevs av Senghas, D.E.Benn. och Eric Alston Christenson, och fick sitt nu gällande namn av Mark W. Chase och N.H. Comparettia crucicornibus ingår i släktet Comparettia, och familjen orkidéer. Inga underarter finns listade i Catalogue of Life.